# Interopérabilité des outils d'apprentissage
Pour les articles homonymes, voir LTI.
 (mars 2023).
L'interopérabilité entre les outils d’apprentissage (LTI, acronyme de Learning Tools Interoperability) est une spécification de technologie éducative développée par l'IMS Global Learning Consortium. La norme LTI est une norme d’échange entre les outils d’apprentissage. Elle spécifie une méthode permettant à un système d'apprentissage d'invoquer et de communiquer avec des systèmes externes. Les profils d'intégration permettent de configurer l’authentification entre un système de gestion de cours et un système tiers grâce à l’interopérabilité de ces outils d’apprentissage (LTI).
Après avoir saisi les informations nécessaires pour configurer un profil d’intégration, vous interconnectez les systèmes de sorte de pouvoir les faire communiquer  Dans la version actuelle de la spécification, v1.3, cela se fait en utilisant les protocoles OAuth2, OpenID Connect et JSON Web Tokens. Par exemple, un système de gestion de l'apprentissage (LMS) peut utiliser LTI pour héberger le contenu et les outils de cours fournis par des systèmes tiers externes sur un site web, sans exiger qu'un apprenant se connecte séparément sur les systèmes externes, avec des informations sur l'apprenant. et le contexte d'apprentissage partagé par le LMS avec les systèmes externes.

## Histoire
L'interopérabilité des outils d'apprentissage, alors appelée BasicLTI, est né en 2008 en tant que projet Google Summer of Code développée par Jordi Piguillem sous le mentorat de Charles Severance et Marc Alier.
En juin 2010, LTI v1.0 a été finalisé. En août 2012, LTI v1.1 a ajouté la possibilité pour l'outil externe de retransmettre les notes au système appelant. En janvier 2014, LTI v2.0 a été publié, fournissant une communication bidirectionnelle basée sur REST entre l'outil externe et la plate-forme d'appel. Dans le même temps, un sous-ensemble de la v2.0 a été publié en tant que v1.2, comme tremplin entre la v1.1 et la v2.0.
En raison de la complexité, l'adoption de LTI v1.2 et v2.0 a été lente, et IMS GLC les a ensuite déclarées comme étant des spécifications « héritées », et non dans le chemin de mise à niveau recommandé depuis LTI v1.1, invoquant des problèmes de sécurité. En mai 2019, IMS Security Framework et LTI v1.3 ont été publiés, basés sur OAuth2, OpenID Connect et JWT. LTI v1.0, v1.1, v1.2 et v2.0 étaient tous obsolètes.

## Adoption
LTI a été adoptée par de nombreux grands fournisseurs de contenu éducatif, dont Pearson et McGraw Hill,,. Les systèmes de gestion de l'apprentissage populaires, tels que D2L Brightspace, Instructure Canvas, Blackboard, Sakai, Moodle, Schoology, Totara, Haiku Learning, Itslearning et Open edX prennent également en charge LTI.